# Uku Suviste
Uku Suviste (Võru, 6 giugno 1982) è un cantautore estone.
Avrebbe dovuto rappresentare l'Estonia all'Eurovision Song Contest 2020 con il brano What Love Is, poi cancellato a causa della pandemia di COVID-19. È stato riconfermato come rappresentante nazionale per l'edizione del 2021 con la canzone The Lucky One.

## Biografia
Uku Suviste ha avviato la sua carriera negli anni 2000, partecipando a competizioni musicali come Kaks takti ette e collaborando con artisti come Birgit Õigemeel. Nel 2010 ha partecipato al festival canoro internazionale New Wave in Russia, dove si è piazzato terzo. Ha inoltre partecipato alla settima edizione di Golos, la versione russa del talent show The Voice, dove è entrato a far parte del team di Ani Lorak, arrivando in semifinale.
Nel 2020 il cantante ha preso parte ad Eesti Laul, il processo di selezione eurovisiva estone, cantando What Love Is. Nella finale del 29 febbraio il televoto l'ha decretato vincitore, rendendolo di diritto il rappresentante estone all'Eurovision Song Contest 2020 a Rotterdam, nei Paesi Bassi. Tuttavia, il 18 marzo 2020 l'evento è stato cancellato a causa della pandemia di COVID-19. Il cantante è stato invitato a prendere nuovamente parte ad Eesti Laul nel 2021, dove ha trionfato con il suo nuovo brano eurovisivo The Lucky One. Nel maggio successivo, Uku Suviste si è esibito nella seconda semifinale eurovisiva, piazzandosi al 13º posto su 17 partecipanti con 58 punti totalizzati e non qualificandosi per la finale.

## Discografia

### Singoli
- 2015 – Out of Thunder
- 2016 – Teemant (con Getter Jaani e Grete Paia)
- 2016 – Supernatural
- 2019 – Pretty Little Liar
- 2019 – Tuult tiibadesse (con Nika Marula)
- 2019 – What Love Is
- 2020 – Müüdud ja pakitud
- 2020 – Torman tulle
- 2020 – The Lucky One
- 2025 – Vaata mulle silma